# Tranvia Carrara-Marina di Carrara
La tranvia Carrara-Marina di Carrara era una linea tranviaria urbana che dal 1915 al 1955 costituì il principale collegamento di trasporto pubblico fra la città toscana e il suo litorale. L'impianto fu costruito come elemento integrato rispetto all'attuale viale XX Settembre.

## Storia

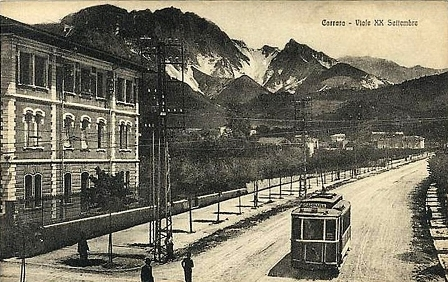
Un tram in viale XX Settembre con le Apuane sullo sfondo; cartolina d'epoca degli anni '10

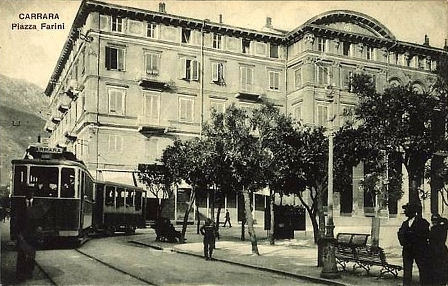
Tram in sosta a piazza Farini, poi piazza Matteotti, nel 1920

Il progetto di una tranvia elettrica di collegamento fra Carrara con il suo litorale è strettamente connesso con quello del coevo viale XX Settembre, la cui ideazione risale al 1864. Si dovette attendere il 15 gennaio 1904 affinché il tema fosse dibattuto in consiglio comunale e la tranvia, che si sarebbe affiancata rispetto al collegamento ferroviario della ferrovia Marmifera con il molo caricatore nel frattempo inaugurato nel 1876, approvata come elemento qualificante del viale stesso.
La redazione del progetto esecutivo, la costruzione e l'esercizio dell'impianto furono affidati all'impresa belga Société Anonyme Tramways Toscans, all'uopo costituita il 29 marzo 1913, che inaugurò la tranvia il 20 maggio 1915, nel viale ancora da asfaltare.
Tale attivazione tuttavia escluse la diramazione per la stazione FS, inclusa nel progetto originale, e che rimase per diverso tempo ancora nelle fasi progettuali. Viene infine attivata il 19 gennaio 1928, andando anche a ricollegarsi ai depositi tranviari.
Sospeso per qualche tempo l'esercizio in seguito ai bombardamenti del 1943, nel dopoguerra lo stesso riprese e fu riorganizzato a cura della società SITA, fino alla definitiva soppressione avvenuta nel 1955.

## Caratteristiche
| Unknown route-map component "uexKBHFa" |

| Unknown route-map component "uexHST" |

| Unknown route-map component "uexHST" |

| Unknown route-map component "uexSKRZ-G2u" |

|  | Unknown route-map component "exCONTg" | Unknown route-map component "exSTR+l" | Unknown route-map component "uexmKRZ" | Unknown route-map component "exSTRq" | Unknown route-map component "exSTRq" | Unknown route-map component "exCONTg+r" |

| Unknown route-map component "CONTgq" | Unknown route-map component "eABZql" | Unknown route-map component "xKRZu" | Unused waterway under railway bridge | Transverse track | Unknown route-map component "exBHFq" + Stop on transverse track | Unknown route-map component "CONTfq" |

|  | Unknown route-map component "exLSTR" | Unknown route-map component "uexABZgl" | Unused transverse waterway | Unknown route-map component "uexSTR+r" |

|  | Unknown route-map component "exLSTR" | Unused straight waterway | Unknown route-map component "uexKDSTa" | Unknown route-map component "uexHST" |

|  | Unknown route-map component "exLSTR" | Unknown route-map component "uexABZg+l" | Unknown route-map component "uexABZqlr" | Unknown route-map component "uexSTRr" |

| Unknown route-map component "exSKRZ-Au" | Unknown route-map component "uexSKRZ-Au" |  |

| Unknown route-map component "exDST" | Unknown route-map component "uexBHF" |  |

| Unknown route-map component "exENDEaq" | Unknown route-map component "exABZlr" | Unknown route-map component "uexmKRZ" | Unknown route-map component "exCONTfq" |  |

| Unknown route-map component "uexKBHFaq" | Unused transverse waterway | Unused transverse waterway | Unknown route-map component "uexSTRr" |  |  |  |

La tranvia era elettrificata alla tensione continua di 600 V, dotata dello scartamento standard tranviario di 1445 mm e lunga 6502 m. Era interamente a doppio binario, fatta eccezione per l'anello di Avenza che era a binario semplice la cui lunghezza era di 910 m.
Il raggio di curvatura minimo era di 30 m con una pendenza massima del 55 per mille. L'armamento era composto da rotaie Phoenix del peso di 42,800 kg/m. L'alimentazione era elettrica, fornita in forma alternata trifase a 8000 V dalla Società Elettrica Apuana e trasformata in continua a 600 V dalla sottostazione elettrica di linea con presa mediante linea aerea di contatto con ritorno via rotaia.

### Percorso

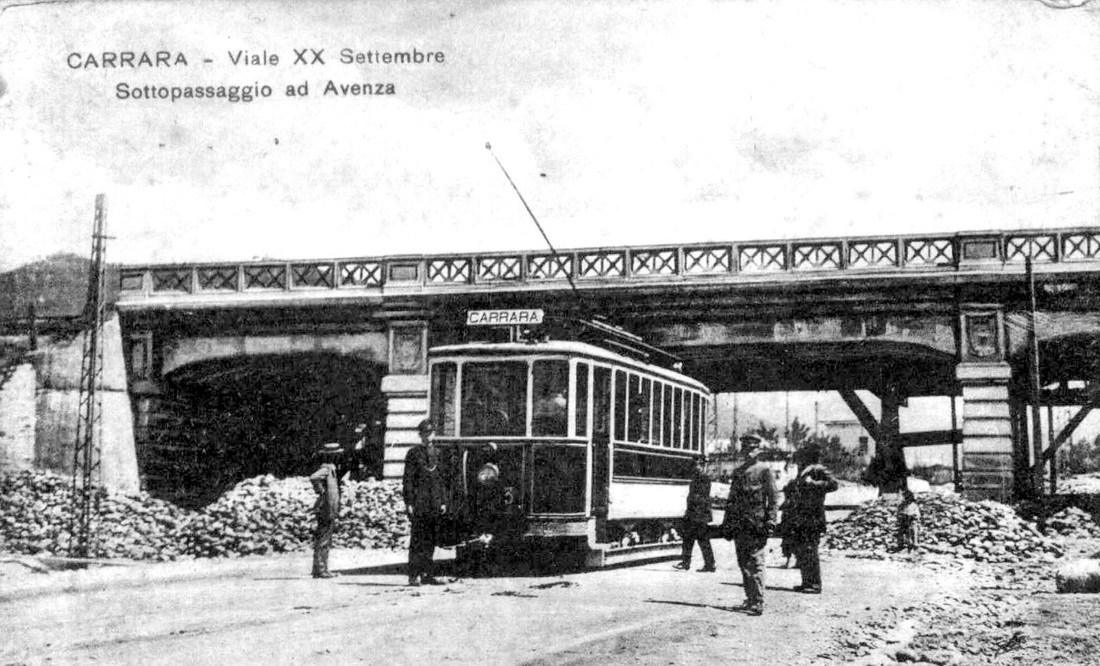
Il sottopasso ferroviario di Avenza, negli anni dieci

Il percorso della tranvia partiva dal centro di Carrara e, percorrendo pressoché per intero il viale XX Settembre, raggiungeva la località Paradiso situata a Marina di Carrara.
Lungo il percorso, che sottopassava le ferrovie Genova-Pisa e Avenza-Carrara nelle immediate adiacenze della stazione di Avenza, il binario della tranvia intersecava a raso quello della diramazione delle ferrovia Marmifera che percorreva via Covetta. Subito dopo il sottopasso della Genova-Pisa aveva origine la diramazione che raggiungeva il piazzale esterno della stazione di Avenza, presso la quale era situata la fermata tranviaria. Superata la piccola fermata la tranvia girava a destra, costeggiando via Rosselli presso la quale era posto il deposito. Superato il deposito il binario si reinseriva nel tracciato principale.

## Materiale rotabile
Il materiale della tranvia era costituito da un parco omogeneo di elettromotrici tranviarie a due assi e relative rimorchiate di costruzione OMI di Reggio Emilia. Dopo la seconda guerra mondiale furono acquistate dalla dismessa rete tranviaria di Livorno tre motrici (due di costruzione Grondona e una di costruzione Baume & Marpent) che assunsero i numeri 11, 13 e 14.